# Cylindromyia dolichocera
Cylindromyia dolichocera là một loài ruồi trong họ Tachinidae.